# Carl Gustaf Thomson
Carl Gustaf Thomson (ur. 13 października 1824 w parafii Mellan-Grevie w regionie Malmöhus, zm. 20 września 1899 w Lund) – szwedzki entomolog specjalizujący się w koleopterologii i hymenopterologii. 

## Życiorys
Carl Gustaf Thomson urodził się 13 października 1824 roku w parafii Mellan-Grevie w regionie Malmöhus .
W 1843 roku podjął studia w zakresie filozofii na Uniwersytecie w Lund, z którym pozostał związany przez całe życie . Pracę doktorską obronił w 1850 roku, a od 1857 roku piastował funkcję docenta zoologii . W 1862 roku objął kierownictwo działu entomologii muzeum zoologicznego w Lund, a w 1864 roku został adiunktem . W 1877 roku odrzucił propozycję objęcia kierownictwa działu entomologii w Muzeum Historii Naturalnej w Berlinie . 
Specjalizował się w koleopterologii , a także w hymenopterologii. Kolekcjonował okazy owadów z terenu Szwecji, a jego bogate zbiory przechowywane są w muzeum zoologicznym w Lund. Opracował ponad 8800 kart opisów gatunków i systematyki. Opisał ponad 2000 nowych taksonów z rzędu błonkoskrzydłych, w tym 35 nowych taksonów pszczół.   
Zmarł 20 września 1899 roku w Lund .   

## Publikacje
Wybór publikacji za Nordisk familjebok :
- 1858 – Diptera, species novas etc.
- 1859–1868 – Coleoptera Scandinaviæ (10 tomów)
- 1871—1879 – Skandinaviens Hymenoptera (5 tomów)
- 1869—1897 – Opuscula entomologica (2 tomy)
- 1862/1885 – Skandinaviens insecter